# Non mi scaricare
Non mi scaricare (Forgetting Sarah Marshall) è un film del 2008 diretto da Nicholas Stoller, qui al suo esordio come regista, e scritto e interpretato da Jason Segel.

## Trama
L'anonimo compositore Peter Bretter ha avuto una relazione con l'attrice Sarah Marshall, egocentrica e presuntuosa, protagonista di uno show televisivo poliziesco. Dopo essere stato lasciato di punto in bianco, devastato dal dolore entra nello sconforto più totale, così su consiglio degli amici si prende una vacanza alle Hawaii. Ma, per uno strano scherzo del destino, anche Sarah si trova lì nello stesso resort con il suo nuovo fidanzato, la famosa rockstar britannica Aldous Snow. Mossa a pietà per lui, la receptionist dell'hotel Rachel Jansen gli offre di alloggiare nella suite più lussuosa del resort completamente gratis.
Peter passa i primi giorni nella disperazione, dovuta soprattutto alla vista continua della sua ex ragazza insieme al suo nuovo compagno. Convinto dal suo fratellastro, inizia a trascorrere del tempo con Rachel e inizia a sentire qualcosa per lei. Nel frattempo, il rapporto tra Sarah e Aldous comincia a vacillare, anche a causa della notizia che lo show TV di Sarah sarà cancellato e del fatto che Aldous è in procinto di partire per una tournée con il suo gruppo. Durante una giornata di surf dove Aldous e Peter seguono la stessa lezione, i due cominciano a parlare e inavvertitamente Aldous informa Peter che lui e Sarah avevano intrapreso la loro relazione già da un anno prima che lei rompesse con Peter. Ad aggravare la situazione c'è l'evidente gelosia di Sarah del rapporto appena iniziato tra Peter e Rachel, mentre Peter comincia a rendersi conto che il suo rapporto con lei non era così vitale come credeva.
Più tardi, Sarah, Aldous, Peter e Rachel condividono un'imbarazzante cena insieme. Dopo la cena, Peter con Rachel torna nella sua suite e cominciano a fare sesso. Sarah li sente attraverso il muro e comincia anche lei a fare sesso con Aldous, gemendo ad alta voce, e inizia a competere nelle urla con Peter. Quando Aldous si rende conto che Sarah chiaramente sta inscenando un orgasmo solo per attirare l'attenzione del suo ex, interrompe il rapporto e le confessa di essersi reso conto che il viaggio è stato un errore, poiché lei è ancora presa dall'ex. I due litigano furiosamente fino a quando Aldous decide che la loro relazione è finita.
Il giorno successivo Peter incontra Aldous e scopre che lui e Sarah hanno rotto e che l'uomo sta ripartendo per l'Inghilterra. Peter va da Sarah, tentando di riaccendere la loro storia d'amore. I due iniziano a baciarsi, ma Peter taglia bruscamente a causa dei suoi sentimenti per Rachel. Peter va immediatamente da Rachel per confessare ciò che è accaduto, ma lei la prende molto male e gli ordina di ripartire subito e di non cercare mai più di contattarla. Prima di partire, Peter ruba una foto di Rachel nuda da un bar di un locale e viene picchiato dal proprietario; poi la riconsegna a lei.
Peter torna a Los Angeles e, dopo un periodo di sconforto, inizia a lavorare su una commedia-rock incentrata sulle storie d'amore di Dracula, e per la prima teatrale manda un invito a Rachel. Anche se estremamente titubante in un primo momento, Rachel alla fine decide di partecipare. Dopo la performance, che si rivela un grande successo, Rachel si congratula con Peter e gli dice che ha deciso di non tornare alle Hawaii perché vuole ricominciare gli studi abbandonati da tempo e perché vuole stare con lui.

## Distribuzione
La commedia è stata distribuita negli Stati Uniti il 18 aprile 2008, in Italia il successivo 22 agosto.

## Sequel
Nel 2010, sempre con la regia di Stoller, è stato realizzato uno spin-off dal titolo In viaggio con una rock star, incentrato sulla figura della rock star Aldous Snow, interpretato sempre da Russell Brand.

## Colonna sonora
1. Cake – Love You Madly – 3:58
2. Infant Sorrow – We've Got To Do Something – 3:33
3. Black Francis – You Can't Break A Heart And Have It – 2:37
4. Belle and Sebastian – Get Me Away From Here, I'm Dying – 3:25
5. Aloha Sex Juice – More Than Words – 3:12
6. Jason Segel – Dracula's Lament – 1:23
7. Infant Sorrow – Inside of You – 2:50
8. The Bird and the Bee – Fucking Boyfriend – 3:14
9. Desmond Dekker – Intensified '68 (Music Like Dirt) – 2:43
10. The Coconutz – Nothing Compares 2 U – 5:58
11. Os Mutantes – Baby – 3:37
12. The Coconutz – These Boots Are Made for Walkin' – 2:52
13. il cast del film – A Taste for Love – 2:04
14. Jesse Harris – The Secret Sun – 3:45
15. The Coconutz – Everybody Hurts – 6:03
16. The Transcenders – Animal Instincts (feat. J7 D'Star) – 1:14